# Чемпионат мира по легкоатлетическим эстафетам
Чемпиона́т ми́ра по легкоатлети́ческим эстафе́там (англ. IAAF World Relays) — международные соревнования, в которых соревнуются национальные сборные в легкоатлетических эстафетах. Чемпионат проходит под эгидой Международной ассоциации легкоатлетических федераций (ИАФФ).
О появлении чемпионата мира по эстафетам было объявлено 10 августа 2012 года на совещании ИАФФ в Лондоне. Первые три чемпионата прошли на стадионе Томаса Робинсона в городе Нассау на Багамских Островах. В программе соревнований в разные годы были эстафеты 4×100 метров, 4×200 метров, 4×400 метров, 4×800 метров, 4×1500 метров, шведская эстафета 1200+400+800+1600 метров, смешанная эстафета 4×400 метров.
Первый чемпионат прошёл 24-25 мая 2014 года. Общий призовой фонд соревнований составил 1 400 000 долларов США.
|   | Год  | Город    | Страна            | Дата         | Стадион                      |
| - | ---- | -------- | ----------------- | ------------ | ---------------------------- |
| 1 | 2014 | Нассау   | Багамские Острова | 24-25 мая    | Стадион Томаса Робинсона     |
| 2 | 2015 | Нассау   | Багамские Острова | 2-3 мая      | Стадион Томаса Робинсона     |
| 3 | 2017 | Нассау   | Багамские Острова | 22-23 апреля | Стадион Томаса Робинсона     |
| 4 | 2019 | Иокогама | Япония            | 11-12 мая    | «Ниссан»                     |
| 5 | 2021 | Хожув    | Польша            | 1-2 мая      | «Шлёнски»                    |
| 6 | 2023 | Гуанчжоу | Китай             | 13-14 мая    | Олимпийский стадион Гуандуна |